# Семюел Голдвін
Семюел Голдвін або Голдуін (англ. Samuel Goldwyn; 17 серпня 1879, Варшава — 31 січня 1974, Лос-Анджелес) — голлівудський кінопродюсер. Брав участь у створенні трьох кіностудій, які існують донині.

## Біографія
Справжнє ім'я — Шмулем Гелбфіш (англ. Schmuel Gelbfisz). Він народився в правління Олександра II в бідній родині варшавських євреїв. Підлітком виїхав у пошуках кращої долі до родичів у Бірмінгем, де змінив своє ім'я на Семюел Голдфіш. У 1898 році через канадський кордон в'їхав у США, де став успішним менеджером з продажу.
У 1913 році Голдфіш і брат його дружини, Джессі Ласкі вирішили вкласти накопичені кошти у виробництво фільмів. Як режисер був запрошений Сесіль де Мілль. Плодом спільних зусиль був досить успішний вестерн «Чоловік індіанки» (1914). Голдфіш очолив раду директорів заснованої трьома компаньйонами фірми Jesse Lasky Feature Photoplay Company. У 1916 році після злиття з компанією Адольфа Цукора був витіснений з управління утвореною при цьому злитті Paramount Pictures.
У тому ж році Голдфіш заснував з братами Сельвіні нову компанію Goldwyn Pictures. Назва була складена з їх імен. У 1924 році, коли компанія починала зйомки легендарного фільму «Жадібність», її викупив Маркус Лоу. Злиття компанії Голдвіна (до цього часу він в черговий раз змінив прізвище) з Metro Pictures Corporation дало початок студії Metro-Goldwyn-Mayer, яка продовжила використовувати як логотип лева студії Голдвіна. Незважаючи на присутність його імені у назві студії MGM, сам Головін у цій компанії ніколи не працював.
У 1923 році він заснував Samuel Goldwyn Productions. Відтепер його кредо було наступним: знімати по одному фільму за раз, але не скупитися на витрати і залучати до зйомок найкращих професіоналів у своїй сфері. Постійними співробітниками компанії Голдвіна стають режисер Вільям Вайлер і сценарист Бен Хект. Продукція компанії поставлялася в кінотеатри під егідою United Artists, з 1941 року під маркою RKO Radio Pictures. У 1947 році Голдвіну була вручена нагорода імені Ірвінга Тальберга. Після холодного прийому мюзиклу «Поргі і Бесс» у 1959 році він оголосив про завершення півстолітній кар'єри в кінобізнесі.